# Śmierć (prawo)
Śmierć, zgon – zdarzenie prawne wynikające ze śmierci osoby fizycznej, z którą szereg przepisów prawa wiąże wiele skutków prawnych. Śmierć stwierdzana jest w akcie zgonu na podstawie karty zgonu, a w razie niemożliwości jej sporządzenia – poprzez postępowanie o stwierdzenie zgonu lub uznanie za zmarłego.

## Niektóre skutki prawne zgonu
- utrata zdolności prawnej przez zmarłego
- obowiązek wystawienia karty zgonu[1];
- prawo pochowania ciała zmarłego[2];
- otwarcie spadku i dziedziczenie[3] albo sukcesja syngularna[4] praw i obowiązków majątkowych zmarłego;
- ustanie małżeństwa[5] (niektóre skutki prawne jednak nie ustają[6]);
- wygaśnięcie ochrony danych osobowych zmarłego[7];
- wygaśnięcie ochrony (własnych) dóbr osobistych zmarłego; natomiast u bliskich powstaje inny rodzaj chronionego dobra osobistego – kult pamięci o zmarłym[7];
- powstanie odpowiedzialności deliktowej lub kontraktowej (tj. ubezpieczyciela) za śmierć zmarłego;
- ustanie niektórych stosunków prawnych o charakterze osobistym (np. umowa o pracę, umowa o dzieło).